# コレット (映画)
『コレット』（Colette）は、ウォッシュ・ウェストモアランド監督による2018年の伝記・ドラマ映画である。フランス人小説家のコレットの生涯を基にウェストモアランド、レベッカ・レンキェヴィチ、リチャード・グラツァーが脚本を執筆し、キーラ・ナイトレイ、ドミニク・ウェスト、エレノア・トムリンソン、デニース・ゴフらが出演した。
ワールド・プレミアは2018年1月20日にサンダンス映画祭で行われた。アメリカ合衆国は2018年9月21日にブリーカー・ストリートと30ウェスト配給で封切だれた。イギリスではロンドン映画祭でプレミア上映された後、2019年1月11日にライオンズゲート配給により公開された。

## キャスト
※括弧内は日本語吹替
- ガブリエル・コレット - キーラ・ナイトレイ（弓場沙織）
- アンリ・ゴーティエ＝ヴィラール（英語版） - ドミニク・ウェスト（丸山壮史）
- ジョージー・ラオール＝デュヴァル - エレノア・トムリンソン（清水はる香）
- ポレール（英語版） - アイーシャ・ハート（英語版）
- シド - フィオナ・ショウ（伊沢磨紀）
- ミッシー - デニース・ゴフ（英語版）（斎藤恵理）
- ジュール - ロバート・パフ
- ラシルド（英語版） - レベッカ・ルート（英語版）
- ガストン・アルマン・ド・カイヤヴェ（英語版） - ジェイク・グラフ（英語版）
- オレンドルフ - ジュリアン・ワダム（英語版）
- リリー - ポリナ・リトヴァク
- フロッシー - キャロライン・ボールトン

## 製作
2016年2月1日、『コレット』が『アリスのままで』（2014年）のウォッシュ・ウェストモアランドにより監督され、また彼とその夫のリチャード・グラツァーと共同で脚本を執筆することが初めて発表された。この映画は『キャロル』のナンバー9・フィルムズとキラー・フィルムズが再結集して製作した。また同日に『Deadline』はキーラ・ナイトレイがコレットを演じると報じた。2017年5月15日、ドミニク・ウェストがコレットの最初の夫役にキャスティングされたことが報じられた。この役には他にクリス・プラット、ジョシュ・ヘンダーソン、サリバン・ステイプルトンが考慮されていた。2017年5月23日、デニース・ゴフ、フィオナ・ショウ、ロバート・パフ、レベッカ・ルートの追加が報じられた。2017年6月21日、さらにエレノア・トムリンソンとアイーシャ・ハートが加わったことが報じられた。
2017年5月26日、オックスフォードシャーのコッゲス・ファームで撮影をするスタッフが報じられた。同日夜、ハンガリーのブダペストの街でナイトレイが目撃された。

## 公開
2018年1月20日、サンダンス映画祭でワールド・プレミアが行われた。ブリーカー・ストリートと30ウェストが米国、ライオンズゲートが英国での配給権を獲得した。米国では2018年9月21日に一部劇場で封切られた後、10月21日より拡大公開された。英国では2019年1月11日に封切られた。

## 評価

### 興行収入
アメリカ合衆国及びカナダでの興行収入は約510万ドル、その他地域では約940万ドル、世界では約1450万ドルに達している。

### 批評家の反応
レビュー・アグリゲーターのRotten Tomatoesでは187件のレビューで支持率は87%、平均点は7.2/10となっている。Metacriticでは40件のレビューで加重平均値は74/100となった。

### 受賞とノミネート
| 賞                                         | 授賞式         | 部門                            | 候補                                                                           | 結果       | 参照          |
| ------------------------------------------ | -------------- | ------------------------------- | ------------------------------------------------------------------------------ | ---------- | ------------- |
| 英国インディペンデント映画賞               | 2018年12月2日  | 助演男優賞                      | ドミニク・ウェスト                                                             | ノミネート | [ 19 ] [ 20 ] |
| 英国インディペンデント映画賞               | 2018年12月2日  | 衣裳デザイン賞                  | アンドレア・フレッシュ                                                         | ノミネート | [ 19 ] [ 20 ] |
| 英国インディペンデント映画賞               | 2018年12月2日  | メイクアップ&ヘア・デザイン賞   | イヴァナ・プリモラック                                                         | ノミネート | [ 19 ] [ 20 ] |
| 英国インディペンデント映画賞               | 2018年12月2日  | プロダクションデザイン賞        | マイケル・カーリン                                                             | ノミネート | [ 19 ] [ 20 ] |
| ドリアン賞                                 | 2019年1月12日  | 過小評価映画賞                  | 『コレット』                                                                   | ノミネート | [ 21 ] [ 22 ] |
| ハリウッド・ミュージック・イン・メディア賞 | 2018年11月14日 | 作曲賞 (インディペンデント映画) | トーマス・アデス                                                               | 受賞       | [ 23 ]        |
| インディペンデント・スピリット賞           | 2019年2月23日  | 脚本賞                          | リチャード・グラツァー レベッカ・レンキェヴィチ ウォッシュ・ウェストモアランド | ノミネート | [ 24 ]        |
| サテライト賞                               | 2019年2月22日  | 作曲賞                          | トーマス・アデス                                                               | ノミネート | [ 25 ] [ 26 ] |
| サテライト賞                               | 2019年2月22日  | 衣裳デザイン賞                  | アンドレア・フレッシュ                                                         | ノミネート | [ 25 ] [ 26 ] |
| シアトル映画批評家協会賞                   | 2018年12月17日 | 衣裳デザイン賞                  | アンドレア・フレッシュ                                                         | ノミネート | [ 27 ] [ 28 ] |